# Michele Besso
Michele Angelo Besso (Zúrich, 25 de mayo de 1873-Ginebra, 15 de marzo de 1955) fue un ingeniero ítalo-suizo.
Nació en Zúrich, en el distrito de Riesbach, y era de ascendencia judeo-italiana (Sefardí). Fue un amigo cercano de Albert Einstein durante sus años en el Instituto Politécnico Federal de Zúrich, hoy el ETH Zúrich, y luego en la oficina de patentes en Berna. Se le atribuye por conducir a Einstein hacia los trabajos de Ernst Mach, el crítico escéptico de física quien influyó en la aproximación de Einstein a esta disciplina. Einstein llamó a Besso "el mejor tornavoz en Europa" por sus ideas científicas.
Besso murió en Ginebra, a los 81 años. En una carta de pésame a la familia Besso, Albert Einstein incluyó su ahora famosa cita: «Ahora que se ha apartado de este extraño mundo un poco por delante de mí. Aquello no significa nada. La gente como nosotros, quienes creen en la física, saben que la distinción entre el pasado, el presente y el futuro es solo una ilusión obstinadamente persistente». Einstein murió un mes y tres días después de su amigo, el 18 de abril de 1955.